# Illuminaudio
| Críticas profissionais | Críticas profissionais |
| Avaliações da crítica  | Avaliações da crítica  |
| Fonte                  | Avaliação              |
| ---------------------- | ---------------------- |
| AbsolutePunk           | (89%)                  |
| Allmusic               | [ 2 ]                  |
| BLARE                  | [ 3 ]                  |
| Double Dance           | [ 4 ]                  |

Illuminaudio é o terceiro álbum de estúdio da banda americana de post-hardcore Chiodos. Foi lançado no dia 5 de outubro de 2010, pela Equal Vision Records. Illuminaudio é o primeiro e único álbum da banda com o vocaista Brandon Bolmer, antigo Yesterdays Rising, depois da saída de Craig Owens. Owens voltou a banda em 2012, no lugar de Bolmer. Esse também é o primeiro e único álbum com o baterista Tanner Wayne, antigo Underminded. Ele saiu da banda em 2012, para ser substituído pelo antigo baterista, Derrick Frost. É também o último álbum da banda com o guitarrista Jason Hale. Ele saiu da banda em 2012 para ser substituído pelo guitarrista e vocalista do The Fall of Troy, Thomas Erak.

## Lista de faixas
| N.º            | Título                                                                     | Duração |  |
| 1.             | "Illuminaudio"                                                             | 1:45    |  |
| 2.             | "Caves"                                                                    | 3:40    |  |
| 3.             | "Love Is a Cat from Hell" (participação de Vic Fuentes do Pierce the Veil) | 4:16    |  |
| 4.             | "Modern Wolf Hair"                                                         | 3:49    |  |
| 5.             | "Notes in Constellations"                                                  | 4:22    |  |
| 6.             | "Scaremonger"                                                              | 4:09    |  |
| 7.             | "His Story Repeats Itself"                                                 | 3:53    |  |
| 8.             | "Let Us Burn One"                                                          | 3:57    |  |
| 9.             | "Hey Zeus! The Dungeon"                                                    | 4:24    |  |
| 10.            | "Stratovolcano Mouth"                                                      | 4:22    |  |
| 11.            | "Those Who Slay Together, Stay Together"                                   | 5:05    |  |
| 12.            | "Closed Eyes Still Look Forward"                                           | 3:28    |  |
| Duração total: | Duração total:                                                             | 47:00   |  |

- Faixas bônus para a Austrália

| N.º            | Título         | Duração |  |
| 13.            | "Illuminaudio" | 4:23    |  |
| Duração total: | Duração total: | 51:23   |  |

## Posições nos gráficos musicais
Álbum
| Ano  | Gráfico                  | Posição |
| ---- | ------------------------ | ------- |
| 2010 | E.U.A. Billboard Top 200 | 37      |
| 2010 | Independent Albums       | 5       |
| 2010 | Top Rock Albums          | 11      |
| 2010 | Top Alternative Albums   | 5       |